# Iglesia de San Saturnino (Blois)
La iglesia de San Saturnino es una iglesia católica de Blois (Francia), ubicada en la orilla izquierda del río Loira, en el barrio de Viena. La fachada oeste del edificio da al atrio de San Saturnino, un cementerio renacentista entre los 4 últimos de este tipo en Francia.

## Historia

### Orígenes
Se dice que se construyó una primera capilla en la ciudad de Vienne a principios de la Edad Media con el nombre de San Antonio de los Bosques ("Saint-Antoine-des-Bois" en francés).
Entre los siglos X y XI, se construyó una iglesia católica en el actual número 13 de la rue Munier. Primero se llamó iglesia de San Saturnino ("Saint-Saturnin"), antes de cambiar varias veces de nombre:
- San Germán de Viena ("Saint-Germain-de-Vienne"),
- San Cernin ("Saint-Cernin"),
- San Cerny ("Saint-Cerny"),
- Nuestra Señora de las Ayudas de Viena ("Notre-Dame-des-Aydes-de-Vienne").[2]

En el 1400 se fundó una primera parroquia vinculada a la iglesia.

### Sitio de peregrinación
Desde su construcción, la iglesia de San Saturnino siempre ha sido un edificio modesto dedicado a Saturnino de Tolosa. Sin embargo, en el transcurso de los siglos XV y XVI se convirtió en un importante lugar de culto. Se dice que los barqueros de la Creusille descubrieron una estatua de la Virgen en el río Loira y que fueron los primeros en acudir a la iglesia para implorar su ayuda. Durante este periodo, se instauró en la región de Blois la costumbre de ir a rezar a la iglesia de San Saturnino a la "Buena Señora de las Ayudas".
Además, estaba situada en el camino jacobeo de Orleans, una de las rutas de peregrinación cristiana en el camino de Santiago de Compostela.

### Destrucción y reconstrucción
A lo largo de los siglos, la iglesia ha sido destruida y reconstruida varias veces. Esto se debió a los incendios y tormentas que asolaron la iglesia en varias ocasiones. Además, durante las Guerras de Religión, el edificio sufrió más daños. Sin embargo, tras cada destrucción, se produce una reconstrucción y nuevos avances.
A principios del siglo XVI, la reina Ana de Bretaña inició las obras de reconstrucción de la iglesia, pero éstas se interrumpieron cuando murió en 1514. A principios del mismo siglo se puso en marcha un proyecto de reconstrucción, que quedó inconcluso. Sin embargo, este proyecto dio lugar a nuevos desarrollos en la iglesia. Entre 1515 y 1520 se creó un ábside. También se construyó una capilla en 1528. Sin embargo, los protestantes incendiaron la estructura del edificio en 1568. A pesar de ello, el proyecto de reconstrucción cambió por completo el estilo de la iglesia con la creación de bóvedas de crucería entre 1570 y 1578.
El 8 de junio de 1678, una violenta tormenta destruyó el campanario.
A finales del siglo XVIII, se reanudaron las obras, pero fueron interrumpidas durante el Terror. Durante este periodo, los revolucionarios saquearon numerosas iglesias de Blois, entre ellas San Saturnino, para acabar con "la superstición y el fanatismo". La iglesia perdió gran parte de sus pinturas, estatuas de madera y puertas, que fueron quemadas.

### Época contemporánea
Desde 1807, el atrio no se utiliza, y se convirtió en museo lapidario en 1934.
Durante las inundaciones del río Loira de 1856 la iglesia se inundó, pero no en 1846 ni en 1866 .
La iglesia fue declarada monumento histórico por decreto de 11 de julio de 1942.

## Galería de imágenes

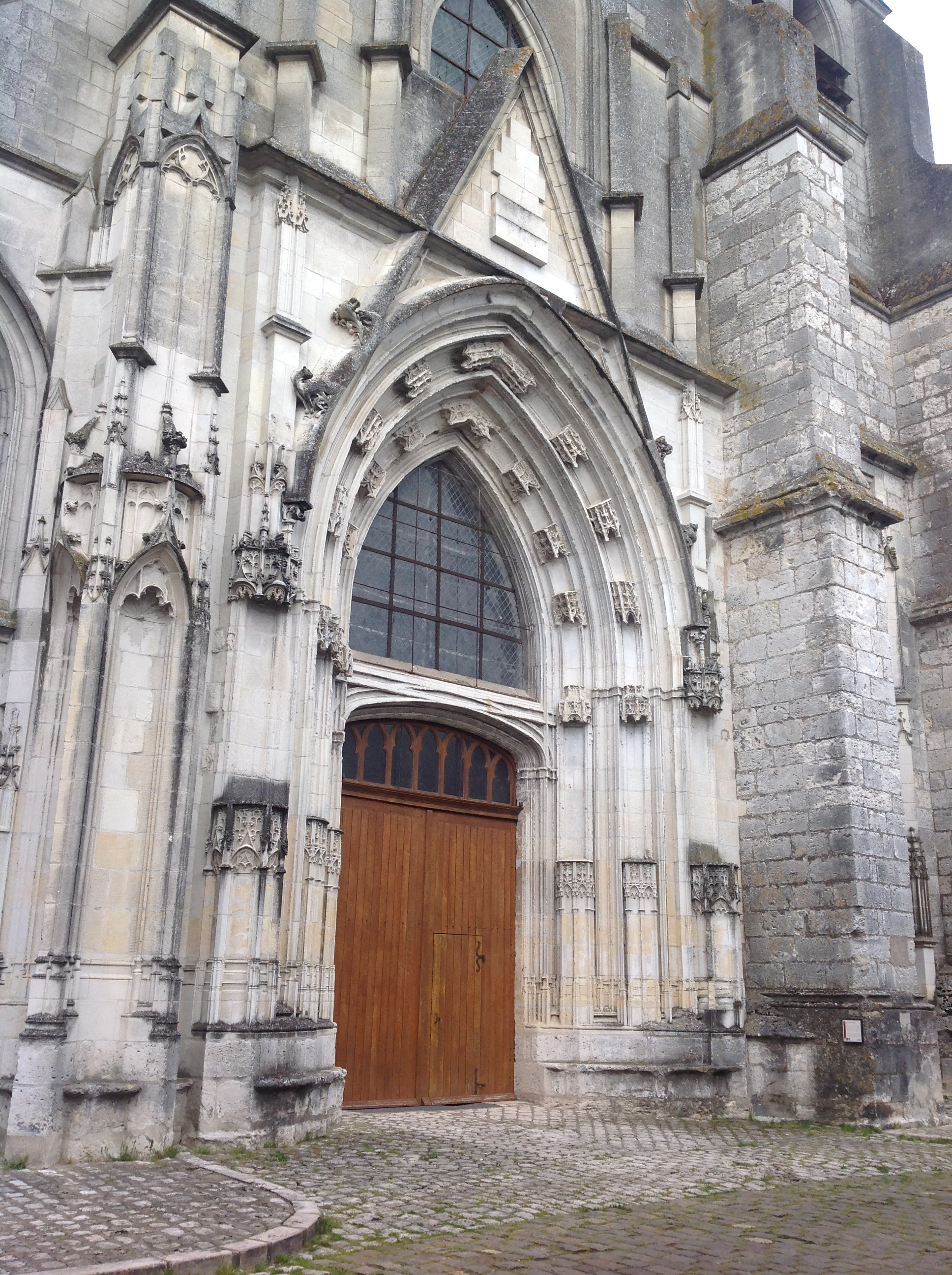
Fechada oeste de la iglesia.
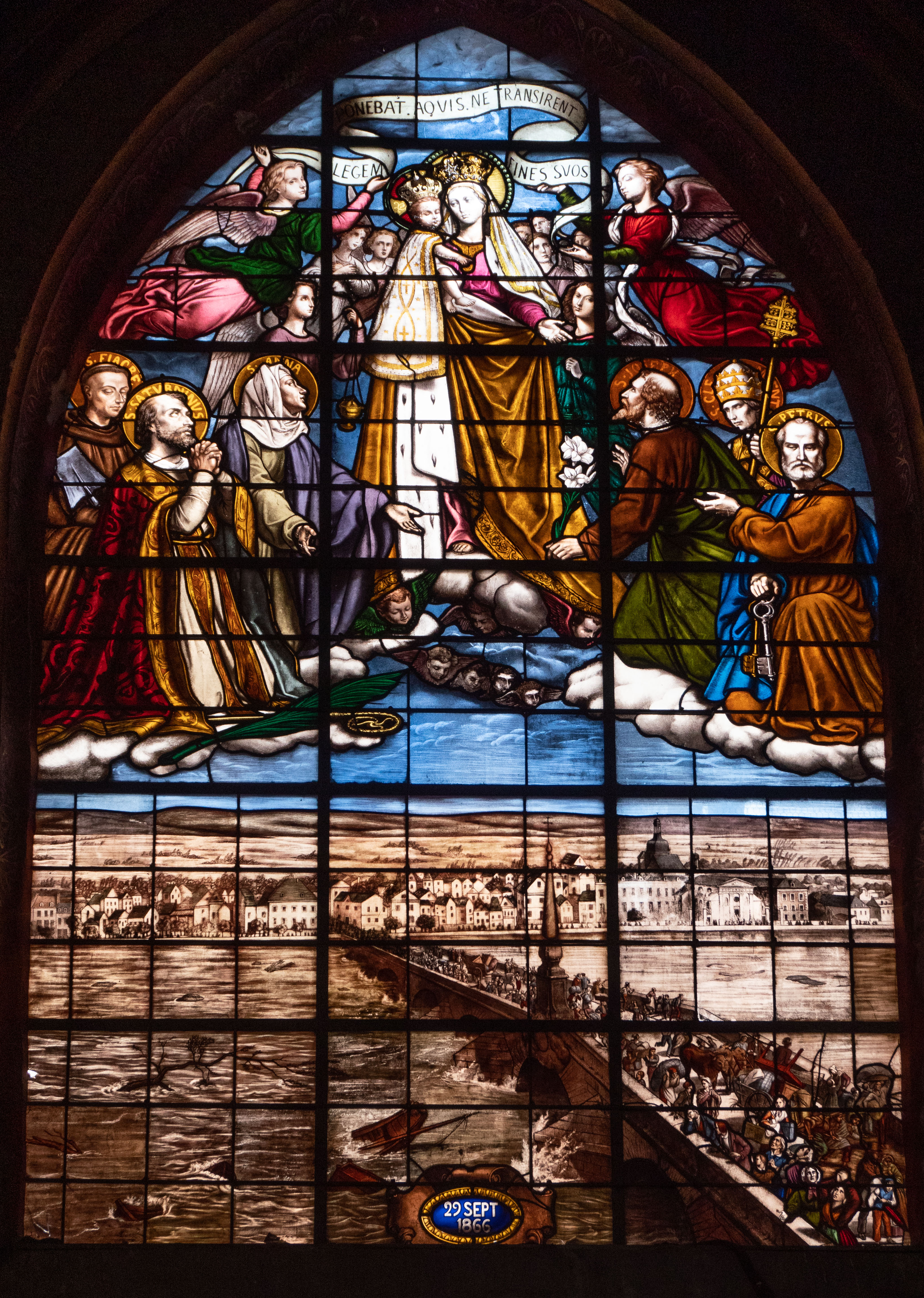
Vidriera de la invocación hecha a Nuestra Señora de las Ayudas para salvar el suburbio de Vienne de las inundaciones de 1866.
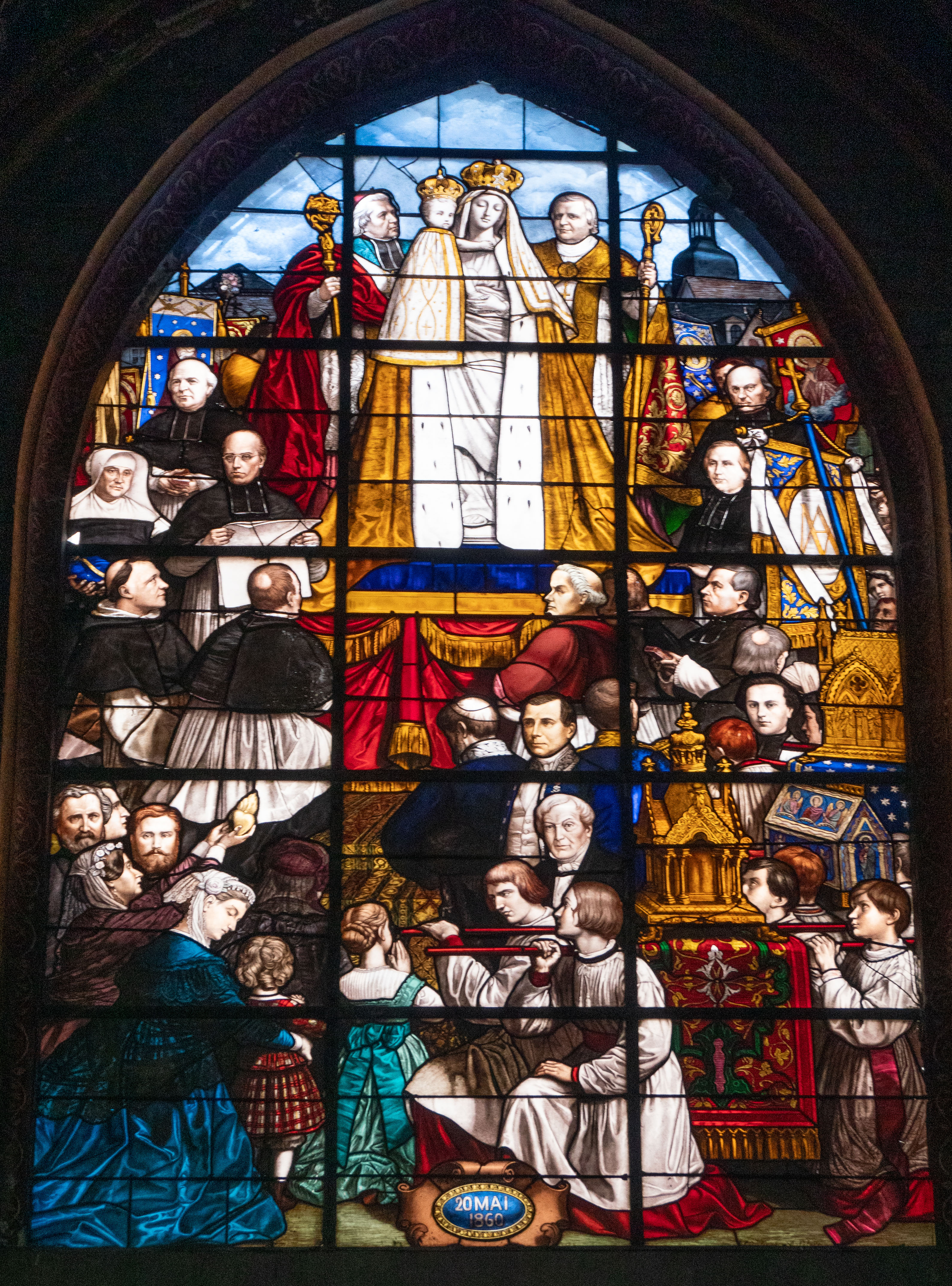
Vidriera de la coronación de Nuestra Señora de las Ayudas.
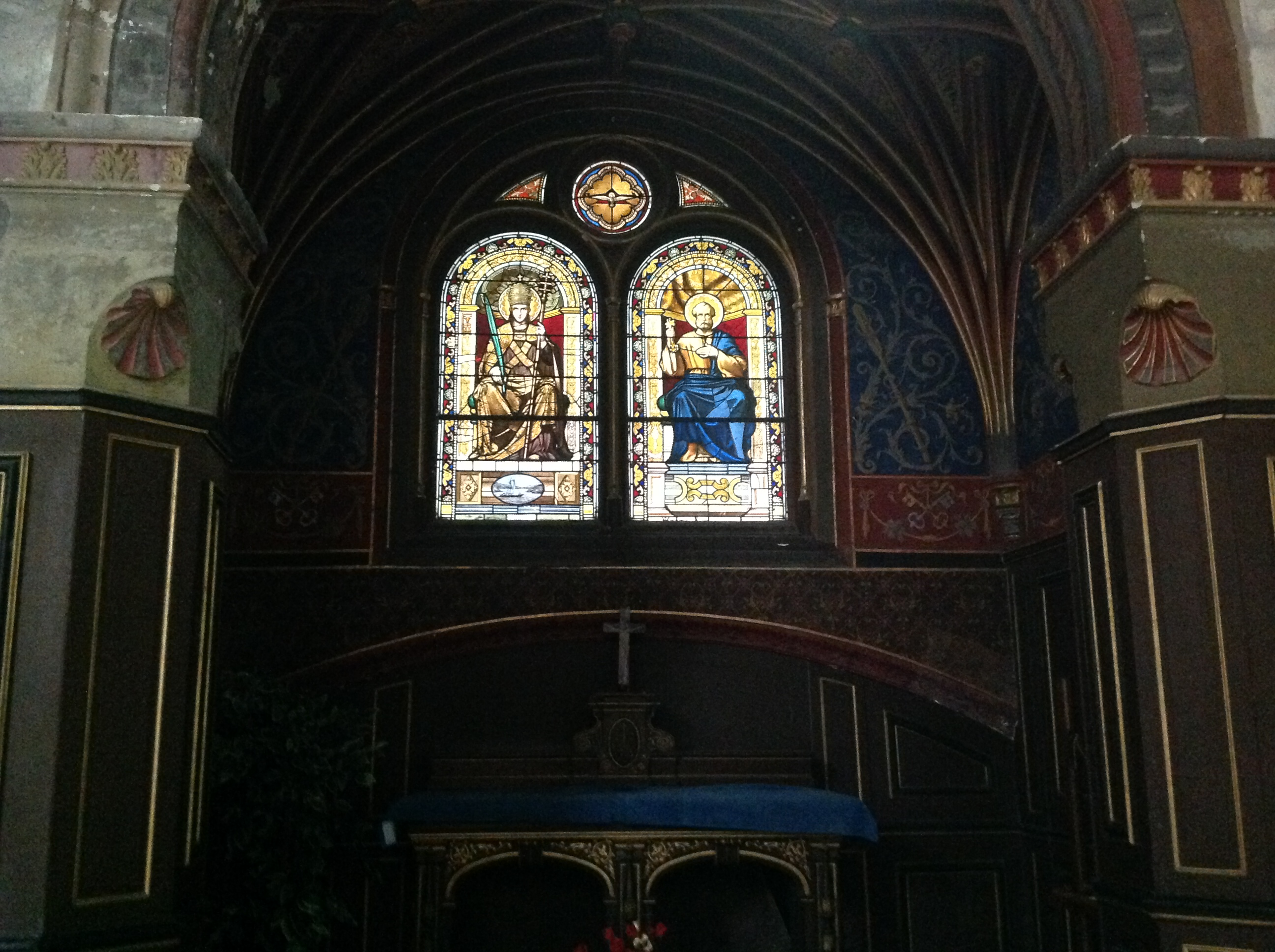
Díptico de San Pedro y San Clemente.
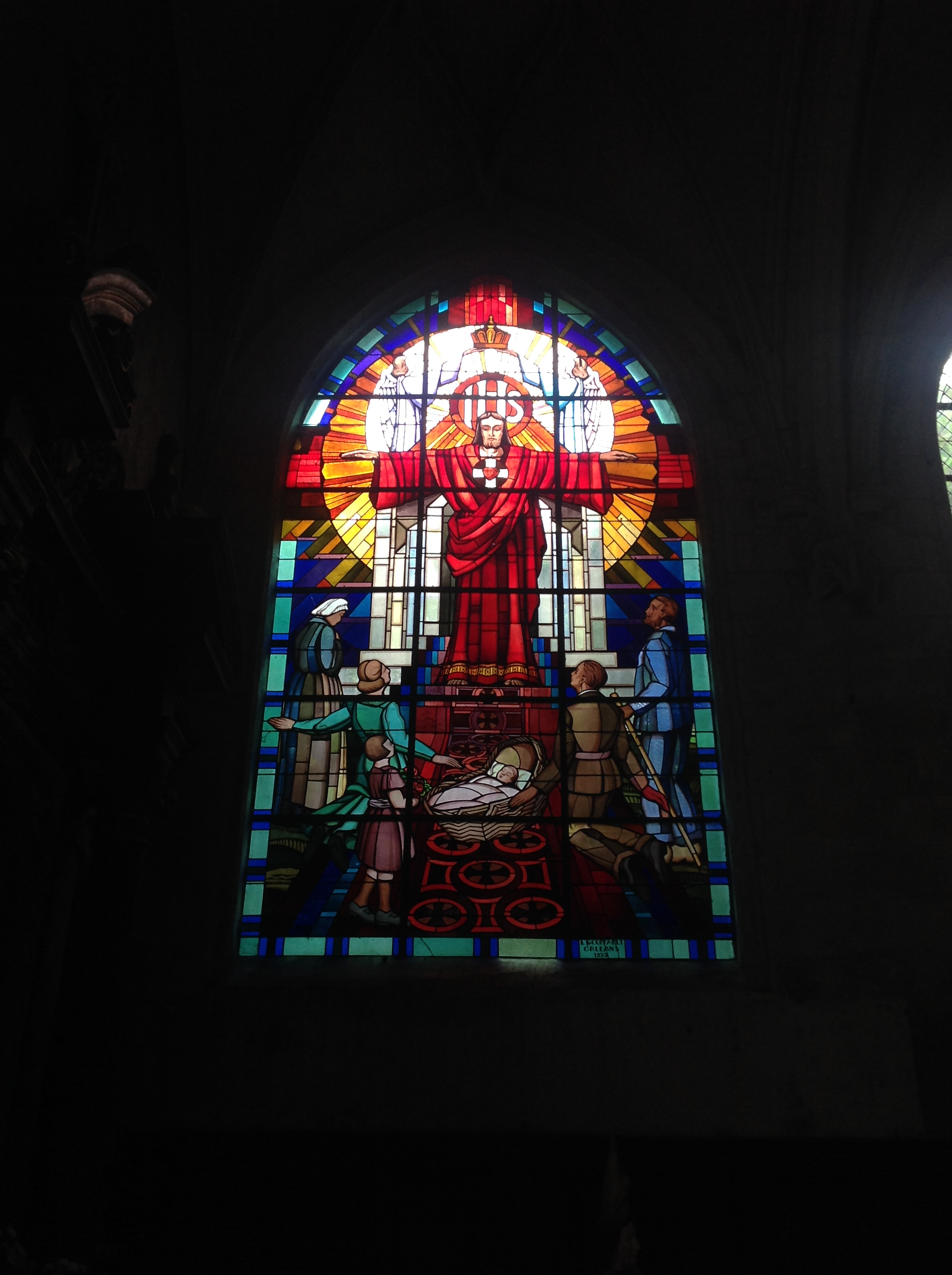
Vidriera del Sagrado Corazón en estilo Art Déco.
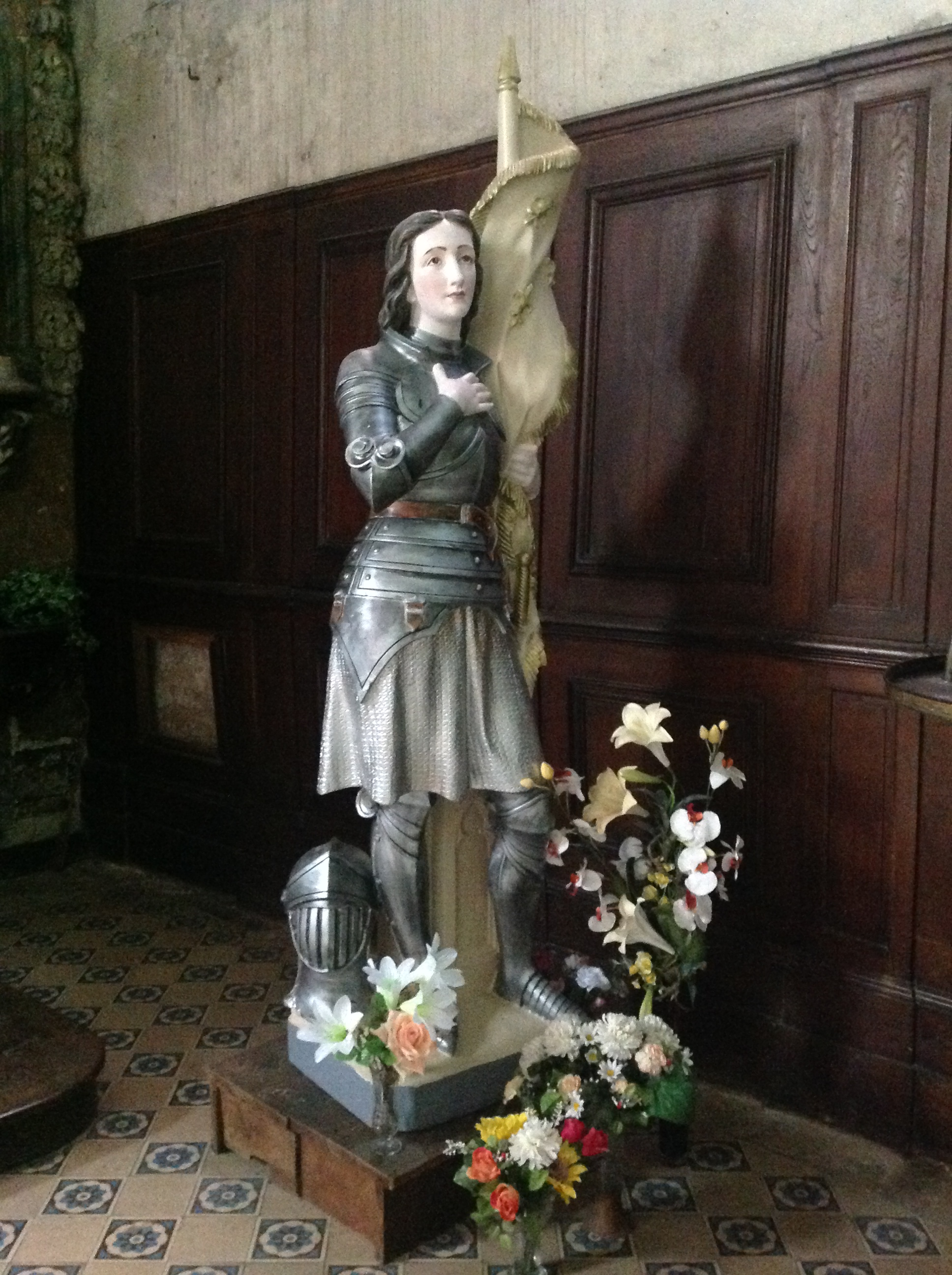
Estatua de Juana de Arco.
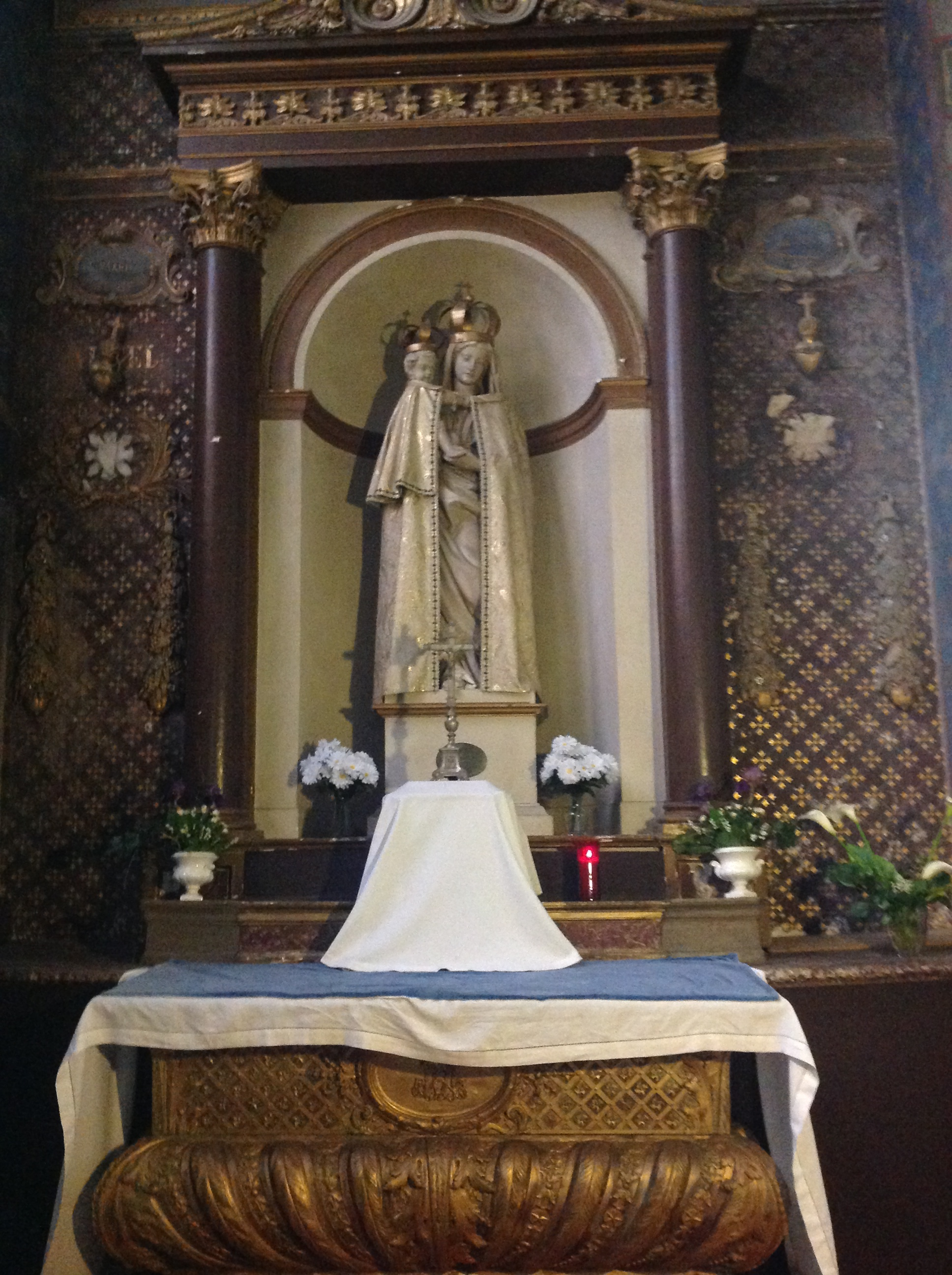
Estatua de Nuestra Señora de las Ayudas.
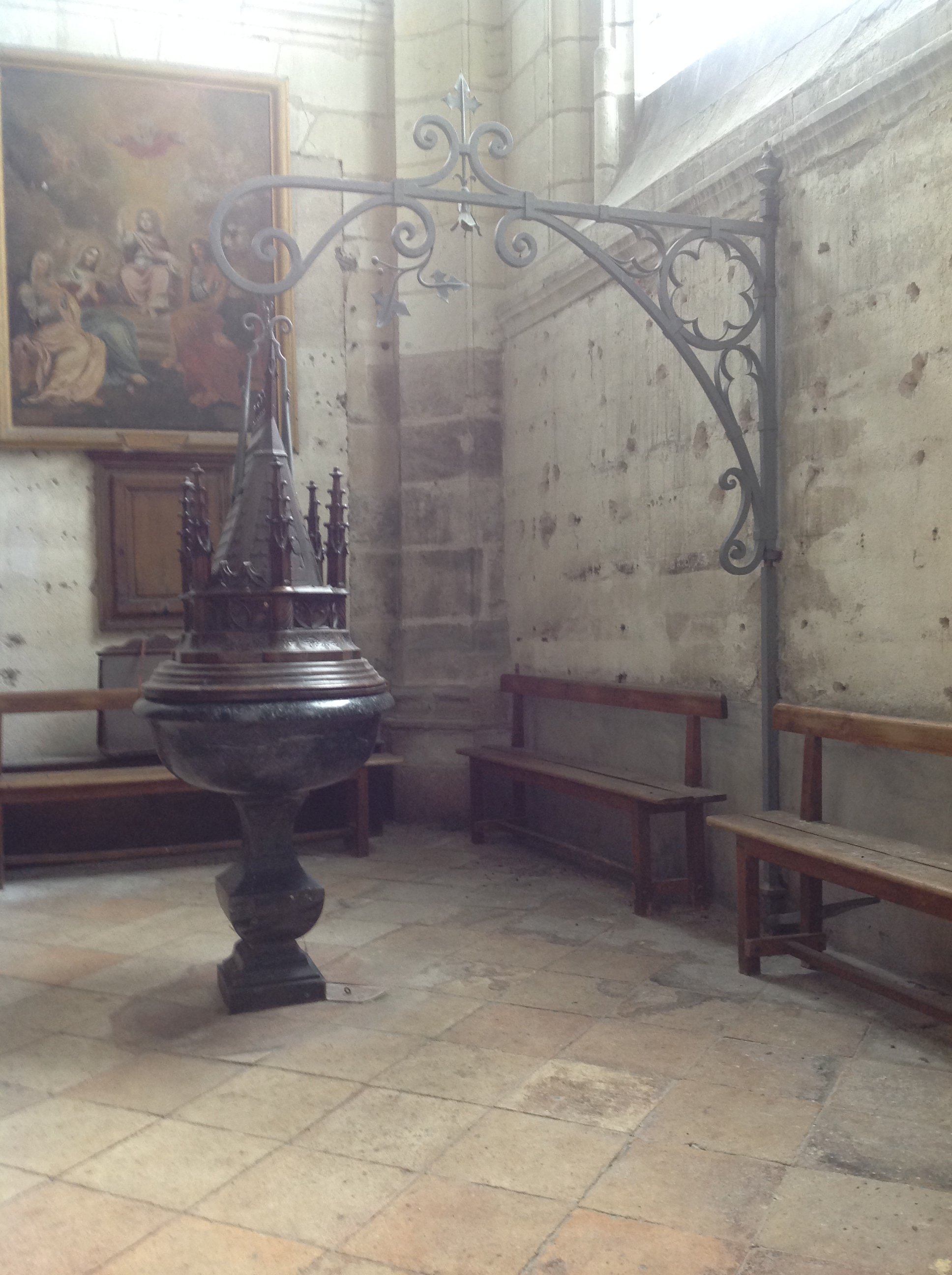
Pila bautismal con baptisterio de horca.
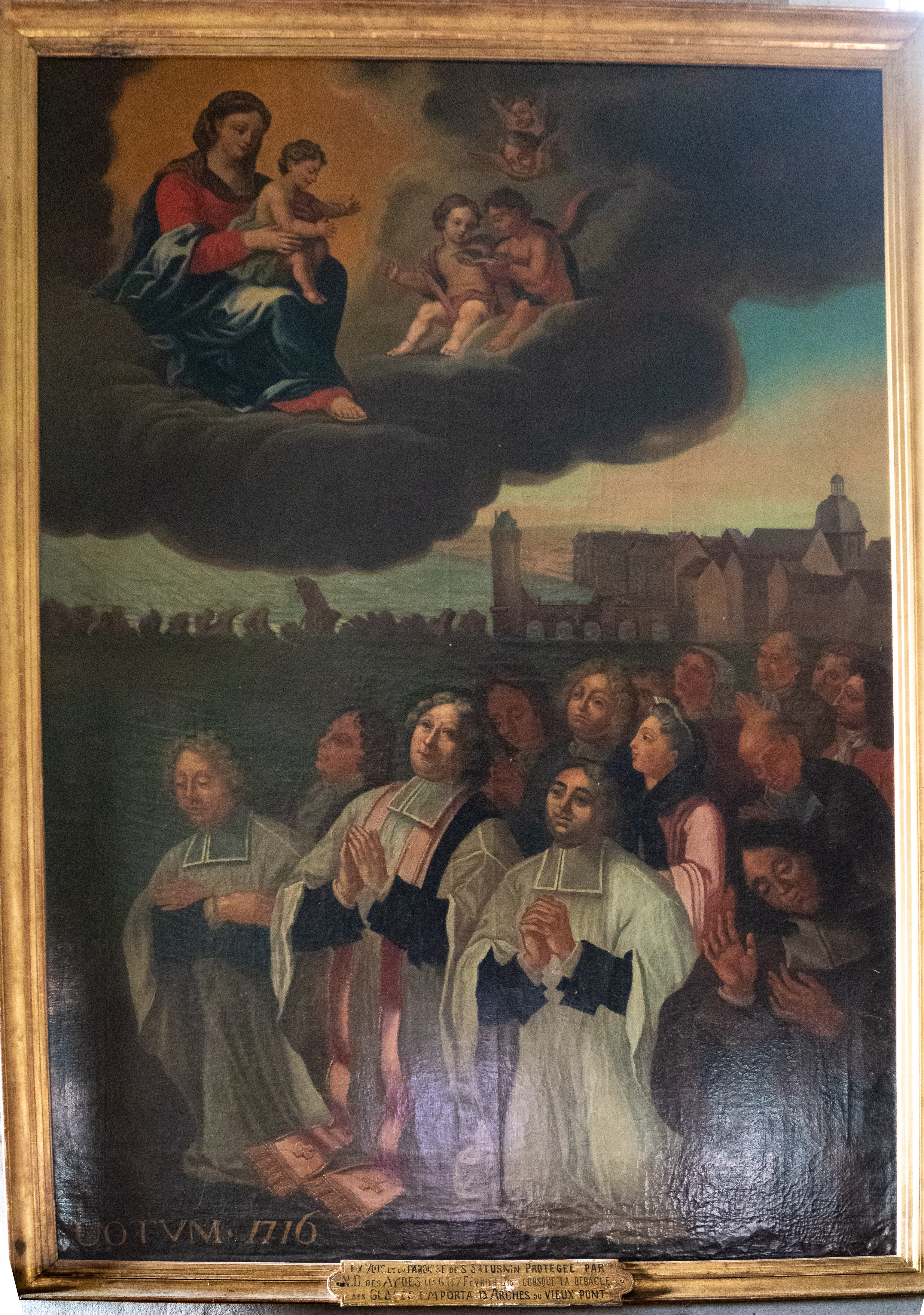
Ex-voto de la destrucción del puente.
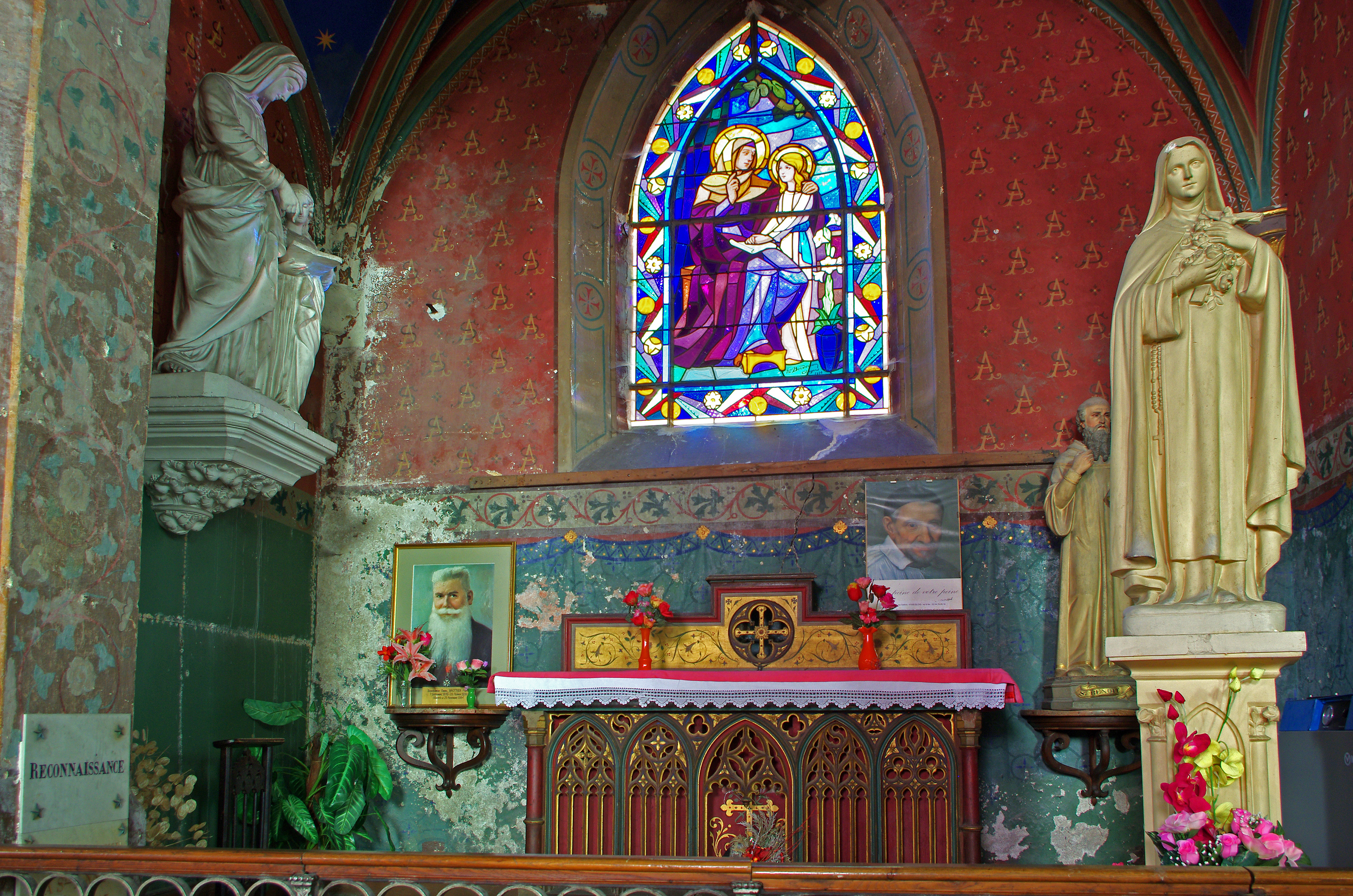
Capilla de Santa Ana.